# Balázs Farkas (gimnastyk)
Balázs Farkas (ur. 5 października 1992 w Debreczynie) – węgierski gimnastyk specjalizujący się w aerobiku, dwukrotny brązowy medalista World Games, złoty medalista igrzysk europejskich, dwukrotny mistrz Europy.
W 2015 roku zdobył złoty medal na igrzyskach europejskich w Baku w rywalizacji grupowej. Dwa lata później na World Games we Wrocławiu zdobył dwa brązowe medale w grupie i tańcu.